# 마쓰다이라 이에타다 (후코즈 마쓰다이라가)
마츠다이라 이에타다(일본어: 松平 家忠 まつだいら いえただ[*])는 센고쿠 시대부터 아즈치모모야마 시대에 걸쳐 살은 무장이자 다이묘이다. 도쿠가와씨의 가신이다. 후코즈 마츠다이라가 4대 당주이다.
그가 쓴 일기 (『이에타다 일기(家忠日記)』)는 센고쿠 무장의 생활과 당시 유력 다이묘를 알려주는데에 귀중한 사료이다.

## 생애
고지 원년 (1555년), 후코즈 마츠다이라가 3대 당주 마츠다이라 코레타다와 우도노 나가모치의 딸 사이에서 장남으로 태어나, 후코즈 마츠다이라가의 거성인 미카와국 누카타군 후코즈성에서 태어났다. 이에타다가 원복했을 무렵의 후코즈 마츠다이라가는, 본가인 도쿠가와 이에야스에게 복속되어, 이에야스에게 히가시미카와의 지배를 맡고 있던 사카이 타다츠구 (요시다성 죠다이)의 지휘하에 있었다. 덴쇼 3년 (1575년) 5월, 나가시노 전투에서 아버지와 함께 종군, 사카이 타다츠구가 이끄는 토비가스산 공격군에 가담했는데, 여기서 아버지가 전사하여 21살의 나이에 가독을 이었다. 또한, 시기는 알 수 없으나, 덴쇼 초년 즈음에 카리야성주 미즈노 노부모토의 차녀를 아내로 맞이했다.
그 후, 이에타다는 각지의 전투에 종군하는데, 전투 자체보다는 하마마츠성, 마키노성 (스와하라성) 신시로성, 요코스카성, 또 타카텐진성 공격의 부성 (전선기지) 등 성곽의 보청과 보수 등에 종사함을 보아, 토목에 재능을 갖추고 있었음을 알 수 있다. 이는 당시 영국에 있던 코우타가와가 빈번하게 범람하여, 그 복구를 행하는 기술이 『이에타다 일기』에 쓰여있는 것으로 보아, 이때 생긴 능력이로 생각된다.
덴쇼 18년 (1590년), 이에야스가 관동으로 이봉되자, 무사시국 사이타마군에 1만석을 받아, 오비성을 본거지로 삼게 되었다. 원래 오비는 이에야스의 4남 마츠다이라 타다요시가 10만석으로 받은 것이지만, 아직 어렸기에, 그가 성인이 될 때까지 이에타다가 맡았던 것이다. 그 후, 타다요시가 정식 성주가 되자, 다시 시모우사국 오미가와로 이봉되어, 카미다이성 (현재의 카토리시 사쿠라이)를 본거지로 삼았다. 통칭으론 마타하지(로)였지만, 덴쇼 20년 (1592년)즈음부터 토노모노스케로 칭했다.

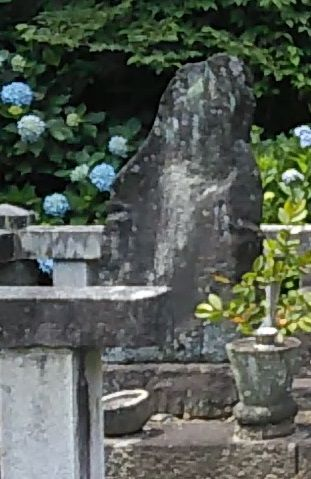
마츠다이라 이에타다의 묘 (코우타쵸 혼코지)

게이초 5년 (1600년), 이에야스의 명으로 토리이 모토타다, 나이토 이에나가 등과 함께 후시미성의 수비를 담당해, 이시다 미츠나리 등의 서군 거병을 막았다. 그리고, 예상한 대로 미츠나리는 거병했지만, 이에타다 등은 세키가하라 전투의 전초전인 후시미성 전투에서 향년 46세의 나이로 전사하고, 성은 함락되었다.

## 이에타다 일기
이에타다는 자신의 일기인 『이에타다 일기(家忠日記)』의 저자로도 알려져있다. 이것은 덴쇼 3년 (1575년)부터 분로쿠 3년 (1594년) 10월까지의 17년간의 기록으로, 무슨 일이 있었는지 간결하게 적은 일기이다. 원본은 이에타다의 적손자인 에도시대 초기 후코즈 마츠다이라가의 당주 마츠다이라 타다후사가 보수한 것이 보관되어 현존하고 있다.
내용은 날씨나, 계절의 담담하고 일상적인 것과, 전쟁 등 정치와 정세, 외교에 관한 기술도 많이 있다. 사건이나 날시에 대한 자신의 감상, 촌평 등은 거의 쓰여있지 않지만, 노를 감상하거나 렌가나 다도를 즐겼다는 기술이 있어, 이에타다의 문화인적 성격도 나타내고 있다.
오다 정권에서 도요토미 정권으로 바뀔 당시의 정세에서 이에야스는 동쪽에 5개 국을 영유하며 독자적인 세력을 구축하고 있던 입장이며, 『이에타다 일기』의 기술은 이에야스를 중심으로 센고쿠, 아즈치모모야마 시기의 정치 정세를 알 수 있으며, 카이 타케다씨나 사가미 고호죠씨 등 도쿠가와씨와 외교, 적대 관계에 있던 다이묘 가문의 동향을 알 수 있는 사료로서, 주목 받고 있다. 또한, 일상적 기술 부분도 해당 시기의 무가나 다이묘들의 상태, 일상 생활이나 습관을 알 수 있는 사료로서 주목받고 있다. 예를 들면, 오다 노부나가의 가신으로 흑인인 야스케에 대해서, 코슈 정벌의 귀국 도상에 목격해 "이름은 야스케, 신장 6척 2푼, 흑인 남성, 몸은 먹과 같다(「名は弥助、身の丈六尺二分、黒人男性、身はすみのごとく」) 등이라고 기록하고 있기 때문에, 흑인임을 알 수 있고, 또, 야스케의 신장 역시 알 수 있다. 그리고, 덴쇼 8년 (1580년) 6월 15일에 개기월식이 발생한 사실도 기록되어 있어, 이에타다 뿐만아니라 도쿠가와 이에야스도 월식을 관측했을 가능성이 제기되고 있다.
또한, 장기의 현존최고(最古)의 국면도가 일기에 등장하고 있다. 단지, 국면이 그려져 있을 뿐, 이에타다가 둔건지는 확실치 않지만, 마스카와 코이치에 의하면 대국자는 상당히 약한 기력이며, 실력은 적당한 정도 일 것이라고 한다
또한, 원본 내용과 메이지 30년 (1897년)에 나온 사지업서본 및 이를 바탕으로 한 책의 내용은 차이가 있다고 도쿄대 이와사와 요시히코가 지적했다.

## 참고자료
- 모리모토 마사히로 (1999). 《松平家忠日記》. 카도카와 선서. ISBN 4-04-703304-9.
  - 증보판 『家康家臣の戦と日常　松平家忠日記をよむ』 카도카와 소피아문고, 2022년
- 이에타다 일기 연구 그룹 (1999). “『家忠日記』人名索引”. 《코마자와 사학》 (54): 1–62. NAID 110007002392.

| 전임 마츠다이라 코레타다 | 제4대 후코즈 마츠다이라가 당주 1575년 - 1600년 | 후임 마츠다이라 타다토시 |

| 전임 초대 | 제1대 오시번 번주 1590년 - 1592년 | 후임 마츠다이라 타다요시 |

| 전임 초대 | 제1대 오미가와번 번주 1594년 - 1600년 | 후임 마츠다이라 타다토시 |